# Sarroux
Sarroux är en kommun i departementet Corrèze i regionen Nouvelle-Aquitaine i de centrala delarna av Frankrike. Kommunen ligger  i kantonen Bort-les-Orgues som tillhör arrondissementet Ussel. År 2018 hade Sarroux 445 invånare.

## Befolkningsutveckling
Antalet invånare i kommunen Sarroux
Referens:INSEE